# شيفيلد نيلسون
شيفيلد نيلسون (بالإنجليزية: Sheffield Nelson)‏ (و. 1941 – م) هو سياسي، ومحام من الولايات المتحدة الأمريكية .
وهو عضو في الحزب الديمقراطي الأمريكي، والحزب الجمهوري .